# 吉村英明
吉村 英明（よしむら ひであき）は、日本の漫画家。

## 作品リスト

### 連載
- 狂想のシミュラクラ（『フレッシュガンガン』、『ガンガンONLINE』2009年11月26日 - 2011年6月30日、全4巻）
- 御伽大戦 ファンタズマ（『月刊コミックアライブ』2013年5月号 - 2014年7月号、全3巻）
- 煉獄デッドロール（原作：河本ほむら、『月刊ドラゴンエイジ』2015年12月号[1] - 2017年10月号、全6巻）
- 不遇職『鍛冶師』だけど最強です 〜気づけば何でも作れるようになっていた男ののんびりスローライフ〜（原作：木嶋隆太、キャラクター原案：なかむら、『マガジンポケット』[2]2020年7月27日[3] - 2023年10月30日、全11巻）
- 慰み者の戦姫（一迅社『ゴブリンにエロいことされちゃうアンソロジーコミック』1,3,6,8、『高貴なエルフを辱めるアンソロジーコミック』3、全1巻）

### 読み切り
- イヌヅカヴェンデッタ（『月刊少年ガンガン』2012年8月号[4]）
- さらば猫よ（原作：緋鍵龍彦、『断裁分離のクライムエッジ アンソロジー』2013年[5]） - 『断裁分離のクライムエッジ』のアンソロジー寄稿作品[5]。
- それいけ硝子さん（原作：海冬レイジ、『機巧少女は傷つかない アンソロジーコミック』2014年[6]） - 『機巧少女は傷つかない』のアンソロジー寄稿作品[6]